# Битка код Мансуре
Битка код Мансураха вођена је од 8. до 11. фебруара 1250. године између египатске муслиманске војске ајубидске династије са једне и крсташа краљевине Француске са друге стране. Део је Седмог крсташког рата, а завршена је победом Ајубида.

## Битка
Дана 20. новембра крсташи настављају са продором и крећу ка Мансураху. Требаће им месец дана да стигну тамо. Дана 23. новембра умире султан Ејуб. Власт преузима његова жена Шајар ал Дур у ишчекивању сина Тураншаха да се врати из Месопотамије.
Мансурах је имао незгодан положај – ушће Нила и Таниса. Турци су чекали на другој страни обале и био је проблем како прећи реку. У почетку Луј се укопао у ровове и почео градити мостове. Међутим, муслимани су своју страну обале стално поткопавали. Када му је то досадило, Луј се одлучио за један јачи напад. Прелаз војске преко плићака кога им је показао неки мештанин започео је 8. фебруара 1250. године. Напад је кренуо из групације коју је предводио Роберт I од Артоа. Уз њега су били и Темплари. Њихов задатак био је да обезбеде војсци сигуран прелазак преко реке.
Сматрајући да је Мансурах лак плен, Роберт је одлучио да сам нападне не чекајући главнину. Муслимани у паници напуштају логор. У том моменту на сцену ступају Мамелуци под Ејбаком. Било им је јасно да су крсташи малобројни. Ејбак је опколио крсташку војску и готово их све поклао (сем петорице). Погинуо је и Роберт. Темплари су изгубили 280 људи.

## Последице
Ејбак након победе напада главнину. Део се налазио на реци, а остали на обе обале. Краљ Луј је издржао напад, а Ејбак се повлачи и утврђује у Мансураху. Одатле је организовао одбрану и 11. фебруара смогао снаге да изврши директан напад на крсташе. Крсташи су га одбили, али је неколико лешева упало у воду и затровало је. Избила је зараза у логору па се Луј априла 1250. године повлачи. Приликом повлачења се разболео и пао у заробљеништво. Збуњени крсташи извршавају предају целокупне армије.
Према мировном споразуму Луј је имао да плати муслиманима данак од око милион златних дуката. Чим је исплатио свој откуп, Луј је предао Дамијету (6. мај 1250). Потом је отпловио за Акру. У Дамијети је остало мноштво крсташа за које није имао ко да плати откуп. Они су немилосрдно убијени.